# Andreas Ertl
Andreas Ertl (* 30. September 1975) ist ein ehemaliger deutscher Skirennläufer.
2000 und 2001 war er Deutscher Slalommeister. 2004 wurde er Deutscher Meister im Riesenslalom. Den größten Erfolg seiner Karriere erreichte er bei den Skiweltmeisterschaften 2005 in Bormio, als er, zusammen mit seiner Schwester Martina, Florian Eckert, Hilde Gerg, Monika Bergmann und Felix Neureuther Weltmeister im Mannschaftswettbewerb wurde. Nach der verpassten Olympiaqualifikation 2006 fasste Andreas Ertl den Entschluss aufzuhören. Viele Verletzungen hatten ihn immer wieder zurückgeworfen.